# Mango Groove
Mango Groove est un groupe afropop sud-africain, fondé en 1984 à Johannesbourg. 
Mango Groove aurait vendu plus de 700 000 albums en Afrique du Sud[réf. nécessaire]. Il est principalement connu pour des succès populaires tels que Dance Sum More, Special Star (joué en direct à Johannesbourg et diffusé lors du concert The Freddie Mercury Tribute), Hometalk et Nice to see you. Leur dernier album, Bang The Drum, est sorti le 21 septembre 2009.

## Membres du groupe
Claire Johnston (chanteuse).